# Grobni pridatek
Grobni pridatki (arheologija in antropologija) so predmeti pokopani skupaj s pokojnikom.
Po navadi so osebna lastnina, material za nemoteno potovanje pokojnika v posmrtno življenje ali darila za bogove. Grobni pridatki se lahko opredeli kot tip votivnega darila. Večina grobnih pridatkov, ki jih odkrijejo arheologi, so sestavljeni iz anorganskih predmetov kot je keramika in kamen in kovine, orodja, tudi organskih snovi, čeprav se te razkrojijo, so našli v starodavnih grobnicah.  Nagrobna umetnost je širok pojem, a na splošno pomeni umetnine, ki so posebej namenjene okraševanju groba: kot miniaturni modeli premoženja, vključno s sužnji in delavci za "uporabo" v posmrtnem življenju.
Kjer se pojavijo grobni pridatki, je ropanje grobov potencialna težava. Etruščani bi vpraskali besedo śuθina, etruščansko za "iz groba" na grobne pridatke pokopan z mrtvimi, da bi odvrinili njihovo ponovno uporabo živim.  Grobnica faraona Tutankamona je znan, ker je ena redkih egipčanskih grobnic, ki ni bila izropana v starih časih.
Grobne pridatke je mogoče obravnavati kot žrtev, namenjeno za korist pokojnika v posmrtnem življenju. Tesno povezani so običaji čaščenje prednikov in darovanje mrtvim, v sodobni zahodni kulturi se nanaša na verne duše (Dan mrtvih), v vzhodni Aziji "hudičev denar" in s tem povezane običaje. Tesno povezan je običaj žrtvovanja ljudi, kjer so služabnike ali žene pokojnega poglavarja pokopali s pokojnikom. Ko je bilo dajanje dragih pridatkov in sužnjev ali služabnikov znak visokega statusa v bronasti dobi, je prepoved stroškov pripeljala do razvoja "ponaredkov" pridatkov, kjer je umetniško delo upodabljalo pridatke ali so izdelane figure zakopavali in odlagali v grob namesto dejanskih žrtev.

## Zgodovina
Obstajajo sporne najdbe hotenih pokopov neandertalcev starih 130.000 let. Podobne trditve obstajajo za zgodnje anatomsko moderne ljudi stare okoli 100.000 let. Prve nesporne primere grobov najdemo v sodobnih človekovih naseljih v paleolitiku.
Kroglice iz bazalta v grobovih Rodovitnega polmeseca datirajo v konec zgornjega paleolitika, ki se začne približno v 12. do 11. tisočletju pred našim štetjem. 
Porazdelitev pridatkov je potencialni kazalnik socialnega razslojevanja v družbi. Tako zgodnji neolitski grobovi po navadi kažejo enako porazdelitev dobrin, kar kaže na bolj ali manj brezrazredno družbo, medtem ko so v grobovih bakrene in bronaste dobe bogati pridatki skoncentrirani v "poglavarjevem" grobu, kar označuje socialno razslojevanje. Zato je možno da pridatki kažejo na stopnjo zavedanja in skrbi v zvezi s posmrtnim življenjem in s tem povezanim občutkom duhovnosti.

## Znane grobnice
Vtis socialnega statusa v bogatih grobovih je ekstremen v kraljevih grobovih bronaste dobe. V  nekropoli v Tebah v Starem Egiptu, so piramide in kraljevi grobovi v Dolini kraljev med najbolj izpopolnjenimi pokopi v človeški zgodovini. Ta trend se nadaljuje v železni dobi. Primer izjemno bogatega kraljevskega groba iz železne dobe je Terakota vojska Čin Ši Huangdija (Qin Shi Huang). 
Na področju rimskega imperija, imajo zgodnjekrščanski grobovi malo pridatkov, ti pa po navadi izginejo s padcem grško-rimskega politeizma v 5. in 6. stoletju. Podobno je bila prisotnost grobnih pridatkov v zgodnjem srednjem veku v Evropi pogosto sprejeta kot dokaz o poganstva, čeprav je bila, v obdobju pokristjanjevanja v anglosaški Angliji in frankovskem cesarstvu (7. stoletje), lahko situacija bolj zapletena.  V krščanskem srednjem veku so visoko statusni grobovi označeni na zunanjosti, z nagrobnimi spomeniki ali dragim kamnom namesto prisotnosti pridatkov. 
Praksa dajanja pridatkov pokojnikom je tako neprekinjena od začetka starejšega paleolitika, če že ne srednjega paleolitika in je trajala do razmeroma zadnjega obdobja, v številnih regijah sveta je prenehala s pokristjanjevanjem.

## Vloga v arheologiji
Pomen pridatkov, od preprostih vedenjskih in tehničnih do metafizičnih, v arheologiji ni mogoče preceniti. Zaradi njihove prisotnosti skoraj povsod po svetu in skozi prazgodovino, je v mnogih primerih izkop vsakodnevnih predmetov, ki se nahajajo v grobovih, glavni vir artefaktov pregledanih v prazgodovinski kulturi. Vendar pa je treba paziti na naivno razlago pridatkov kot objektivnega vzorca teh v uporabi v kulturi. Zaradi njihovega ritualnega konteksta lahko grobni pridatki predstavljajo poseben razred artefaktov, v nekaterih primerih narejenih posebej za pokop. Umetnine narejene za sam pokop so znane kot nagrobna umetnost, medtem ko so pridatki v ožjem smislu narejeni za dejansko porabo v posmrtnem življenju, v praksi pa se ti dve kategoriji prekrivata.
Grobni pridatki v bronastodobnih in železnodobnih grobiščih so dober pokazatelj relativnega socialnega statusa. V študiji a grobišču v Pontecagnano Faiano, Italija 2001, je bila najdena korelacija med kakovostjo pridatkov in forenzičnih kazalnikov okostij, ki kažejo, da so okostnjaki v bogatih grobnicah večinoma kažejo znatno manj dokazov o biološkem stresu v odrasli dobi, z manj zlomljenimi kostmi ali znaki trdega dela. 